# Halloween II
Halloween II (Halloween 2: Sanguinario en España) es una película slasher estadounidense de 1981 y la segunda entrega de la franquicia de Halloween. Dirigida por Rick Rosenthal, escrita y producida por John Carpenter y Debra Hill, es una secuela directa de Halloween de Carpenter, retomando inmediatamente donde lo había dejado. Ambientada la misma noche del 31 de octubre de 1978, Michael Myers sigue a la superviviente Laurie Strode (Jamie Lee Curtis) a un hospital cercano, mientras que el Dr. Sam Loomis (Donald Pleasence) aún persigue a su paciente.
Estilísticamente, Halloween II reproduce ciertos elementos clave que hicieron que el original Halloween sea un éxito, como las perspectivas de la cámara en primera persona, y la película comienza justo al final del cliffhanger de la película original. La secuela fue un éxito de taquilla, recaudando más de $25.5 millones en los Estados Unidos. En términos de la respuesta de los críticos de cine, la película ha recibido críticas mixtas tanto durante su ejecución inicial en los cines como desde entonces; varios críticos criticaron el ritmo generalmente desigual de la película, ciertos huecos de la trama y actuaciones de carácter apagado, mientras que se recibieron elogios a los momentos genuinamente aterradores de la película que capturaron el espíritu de la primera película.
Originalmente, Halloween II estaba destinado a ser el último capítulo de la franquicia de Halloween, que gira alrededor de Michael Myers y la ciudad de Haddonfield, pero después de la negativa reacción de Season of the Witch (1982), el personaje de Michael Myers regresó seis años después en The Return of Michael Myers (1988).

## Argumento
El 31 de octubre de 1978, Michael Myers es disparado por su psiquiatra, el Dr. Sam Loomis, y cae por un balcón. Sin embargo, Michael sobrevive y escapa a la noche. Deambulando por los callejones, roba un cuchillo de cocina a una pareja de ancianos y mata a la adolescente que vivía al lado. Mientras tanto, Laurie Strode, quien evitó por poco ser asesinada esa noche, es llevada al Haddonfield Memorial Hospital mientras Loomis continúa persiguiendo a Michael, acompañado por el sheriff Leigh Brackett. Loomis confunde a un adolescente disfrazado llamado Ben Tramer con Michael, lo que hace que Ben sea atropellado por un coche de policía y muera quemado. Al enterarse de que su hija Annie ha sido asesinada por Michael, el sheriff Brackett culpa a Loomis y abandona la búsqueda, dejando a su ayudante Gary Hunt en su lugar.
En el hospital, el paramédico Jimmy se siente atraído por Laurie, pero la enfermera jefe Virginia Alves limita el tiempo que pasa con ella. Después de escuchar una noticia de última hora que revela la ubicación de Laurie, Michael se dirige al hospital, donde corta las líneas telefónicas y corta todos los neumáticos de los automóviles para que nadie pueda escapar o buscar ayuda. Deambulando por los pasillos en busca de Laurie, Michael mata a un guardia de seguridad, a un médico y a varias enfermeras durante la noche. En su habitación del hospital, Laurie sueña con el momento en que se enteró de que fue adoptada y recuerda que una vez visitó a Michael en el sanatorio cuando él era joven. Jimmy y la enfermera Jill Franco buscan en el hospital a Laurie, quien intenta evadir a Michael.
Jimmy encuentra el cuerpo de la Sra. Alves deslizándose en un charco de su sangre y queda inconsciente, dándose una conmoción cerebral. Mientras tanto, la policía es informada de que Michael irrumpió en la escuela primaria local anteriormente. Loomis va con ellos. Su asistente Marion Chambers llega para escoltarlo de regreso a Smith's Grove por orden del gobernador y bajo la supervisión de un alguacil estadounidense. En el camino, Marion le dice a Loomis que Laurie es la hermana menor de Michael y Judith. Fue dada en adopción después de la muerte de los padres de Michael, con los registros sellados para proteger a la familia.
Al darse cuenta de que Michael está detrás de Laurie y de que le dijeron que la llevaron al Haddonfield Memorial Hospital, Loomis obliga al alguacil a punta de pistola a conducir de regreso a Haddonfield. Jill finalmente encuentra a Laurie, solo para ser asesinada por Michael, quien luego persigue a Laurie por el hospital. Se las arregla para escapar al estacionamiento y se esconde en un automóvil. Jimmy llega e intenta conducir el automóvil a un lugar seguro, pero se desmaya nuevamente con la bocina, lo que atrae la atención de Michael. Loomis, Marion y el alguacil llegan al hospital justo a tiempo para salvar a Laurie. Loomis dispara a Michael hasta que cae, aparentemente muerto. Mientras Marion llama a la policía por la radio del alguacil, el policía intenta controlar el pulso de Michael mientras Loomis le advierte que se mantenga alejado, sabiendo que no está muerto. Michael revive y corta la garganta del policía con un bisturí.
Loomis y Laurie entran corriendo a una sala de operaciones, donde él le da el arma del policía antes de ser apuñalado por Michael. Laurie dispara a Michael en ambos ojos, dejándolo ciego. Mientras se balancea violentamente por el espacio, los dos llenan la habitación con gas inflamable. Loomis le ordena a Laurie que salga antes de encender el gas, inmolándose a sí mismo y a Michael en una explosión. Laurie observa cómo Michael, envuelto en llamas, emerge del fuego antes de finalmente caer muerto. En la mañana siguiente, Laurie aún viva y traumatizada es traslada a otro hospital.

## Reparto
- Jamie Lee Curtis como Laurie Strode
  - Nichole Drucker como Laurie Strode (joven)
- Donald Pleasence como Dr. Sam Loomis
- Charles Cyphers como el Sheriff Leigh Brackett
- Lance Guest como Jimmy
- Pamela Susan Shoop como la enfermera Karen Bailey
- Tawny Moyer como la enfermera Jill Franco
- Ana Alicia como la enfermera Janet Marshall
- Hunter von Leer como el oficial Gary Hunt
- Nancy Stephens como Marion Chambers
- Dick Warlock como Michael Myers
  - Adam Gunn como Michael Myers (joven)
  - Nick Castle y Tony Moran como Michael Myers (flashback)
- Gloria Gifford como la enfermera Virginia Alves
- Leo Rossi como Budd Scarlotti
- Ford Rainey como el Dr. Frederick Mixter
- Jeffrey Kramer como Graham
- Cliff Emmich como Bernard Garrett
- John Zenda como Marshal Terrence Gummell
- Anne Bruner como Alice Martin
- Lucille Benson como Mrs Elrod
- Catherine Bergstrom como Debra Lane
- Anne-Marie Martin como Darcy Essmont
- Dana Carvey como Barry McNichol
- Billy Warlock como Craig Levant
- Nancy Loomis como Annie Brackett (cameo)
- Brian Andrews como Tommy Doyle (flashback)
- Kyle Richards como Lindsey Wallace (flashback)
- Jonathan Prince como Randy Lohnner
- Jack Verbois como Ben Tramer

## Producción

### Desarrollo
Carpenter y Hill, los guionistas de la primera película, originalmente habían considerado establecer la secuela unos años después de los eventos de Halloween. Planearon que Myers siguiera a Laurie Strode hasta su nuevo hogar en un edificio de apartamentos de gran altura. Sin embargo, el entorno se cambió posteriormente al Hospital Haddonfield durante unas reuniones que se hicieron para revisar el guion.
Los productores ejecutivos de Halloween, Irwin Yablans y Moustapha Akkad invirtieron mucho en la secuela, con un presupuesto más grande que su predecesor: $2,5 millones (comparado con los solo $320.000 del original) a pesar de que Carpenter se rehusó a dirigir. La mayor parte de la película fue filmada en el Morningside Hospital en Los Ángeles, California, y el Pasadena Community Hospital en Pasadena, California. Hubo una discusión sobre el rodaje de Halloween II en 3-D; Hill dijo: «Investigamos varios procesos en 3-D (...) pero eran demasiado costosos para este proyecto en particular. Además, la mayoría de los proyectos que hacemos implican muchas tomas nocturnas: el mal acecha por la noche. Es difícil hacer eso en 3-D».
La continuación tenía la intención de concluir la historia de Michael Myers y Laurie Strode. La tercera película, Halloween III: Season of the Witch, estrenada un año después, contenía una trama que se desviaba completamente de la de las dos primeras películas. Tommy Lee Wallace, el director de Halloween III, declaró: «Es nuestra intención crear una antología de la saga, algo así como Night Gallery, o The Twilight Zone, solo que en una escala mucho más grande, por supuesto». Cuando se le preguntó, en una entrevista de 1982, qué sucedió con Myers y Loomis, Carpenter respondió rotundamente: «[Michael Myers] está muerto. El personaje de Pleasence también está muerto, desgraciadadamente». Ni Carpenter ni Hill estuvieron involucrados en las secuelas posteriores que presentaron nuevamente a Michael Myers.

### Guion
El guion de Halloween II fue escrito por John Carpenter y Debra Hill, quienes habían trabajado con anterioridad en la película Halloween. En 1981, Hill mencionó a la revista Fangoria que el resultado final presenta algunas diferencias con la idea que tenían originalmente. Explicó que junto a Carpenter habían planeado que los hechos ocurrirían varios años después de la primera película. De esta manera, Myers buscaría a Laurie Strode en su nuevo hogar.
El principal objetivo de esta secuela era finalizar la historia de Michael Myers y Laurie Strode. Ni Carpenter ni Hill participaron en las películas posteriores. La tercera parte, Halloween III: Season of the Witch, estrenada un año después, no presentaba similitudes con la trama de las anteriores. Tommy Lee Wallace, director de Halloween III, dijo que «nuestra intención es crear una antología a partir de la serie, algo como Night Gallery o The Twilight Zone, guardando las debidas proporciones, claro». En 1982, se le preguntó a Carpenter qué había ocurrido con los personajes de Myers y Loomis, a lo que él respondió: «Myers está muerto. Lamentablemente el personaje de Donald Pleasence también lo está».

### Reparto
Gran parte de los actores de Halloween volvieron a trabajar en la secuela (concretamente Donald Pleasence, Jamie Lee Curtis, Nancy Stephens, Nancy Loomis y Charles Cyphers) con la excepción de Nick Castle, quien había interpretado al Michael Myers original. El actor inglés Donald Pleasence continuó como Sam Loomis, quien fue el psiquiatra de Michael Myers durante los 15 años que pasó internado. Jamie Lee Curtis -quien tenía 22 años de edad en ese entonces- interpreta a la niñera Laurie Strode, hermana de Michael Myers. Curtis utilizó una peluca, ya que desde la película anterior se había cortado el cabello.
Charles Cyphers volvió a interpretar al sheriff Leigh Brackett, pero el personaje desaparece de la película cuando el cadáver de su hija Annie (Nancy Kyes) es encontrado (hay que aclarar que aunque también aparecen acreditados Tony Moran, Brian Andrews y Kyle Richards, estos tres actores no tuvieron ninguna participación en la película, siendo acreditados únicamente por las imágenes de archivo de la primera película que fueron reutilizadas en esta continuación).
El actor Hunter von Leer se hace cargo del personaje de ayudante del sheriff. En una entrevista reveló que no había visto la película Halloween cuando lo aceptaron para el papel.
El doble de acrobacias Dick Warlock interpreta a Michael Myers, reemplazando a Castle, quien había comenzado una carrera como director. Warlock había trabajado como doble en las películas The Green Berets (1968) y Tiburón (1975), y la serie de televisión de 1974 Kolchak: The Night Stalker. Warlock utilizó la misma máscara de Nick Castle en la película original. En una entrevista explicó cómo se preparó para el personaje de Myers, que aparece más veces en pantalla que antes: 

[Vi la escena] donde Laurie se esconde en el armario. Michael aparece, ella agarra una percha y se la clava en los ojos. Michael cae y Laurie va hacia la puerta, donde se sienta. Luego se ve cómo Michael se levanta y la mira mientras suena la música... Bueno, eso y el movimiento de cabeza fueron las cosas en las que me basé para Halloween II.
Dick Warlock

El resto de los personajes fueron interpretados por actores no muy conocidos, con la excepción de Jeffrey Kramer y Ford Rainey. Kramer trabajó en las películas Tiburón y Tiburón 2 (1978) interpretando el personaje de Jeff Hendricks. En Halloween II, Kramer interpreta al Dr. Graham, un dentista que examina los restos carbonizados de una persona que fue confundida con Myers. Rainey había participado en algunas series de televisión como Bonanza, Gunsmoke y The Bionic Woman. En la película interpreta a Frederick Mixter, un doctor.
La mayoría de los papeles menores fueron ocupados por conocidos del director Rick Rosenthal. En una entrevista dijo, «estudié actuación con Milton Katselas en la Beverly Hills Playhouse, así que utilicé a algunas personas de allí en Halloween II». Estas personas eran Leo Rossi, Pamela Susan Shoop, Ana Alicia y Gloria Gifford, entre otros. Rossi apareció posteriormente en series de televisión como Hill Street Blues y Falcone, además de algunas películas.
Shoop interpretó a Karen, una enfermera que es asesinada por Myers. La escena presentó el único desnudo de la película, lo cual fue conversado por Shoop en una entrevista: «¡Fue difícil! El agua estaba demasiado helada, ¡y junto a Leo Rossi no dejábamos de temblar! El agua además estaba sucia, por lo que terminé con otitis». Antes de trabajar con Rosenthal, había aparecido en series de televisión como Wonder Woman y B.J. and the Bear, posteriormente trabajó en Knight Rider y Murder, She Wrote. Gifford y Alicia interpretaron a dos enfermeras.
El actor Lance Guest interpreta a Jimmy. Tras filmar Halloween II, Guest apareció en las películas The Last Starfighter (1984) y Jaws: The Revenge (1987), además de la serie de televisión Life Goes On. Nick Castle, director de The Last Starfighter dijo en una entrevista: «Cuando me asignaron el proyecto, el primer nombre que escribí para interpretar al personaje de Alex, fue el de Lance Guest, a quien había visto en Halloween II [...] Él tenía todas las características que necesitaba para el personaje, una especie de inocencia, timidez, pero además determinación».

### Dirección
John Carpenter rehusó dirigir la secuela, por lo que le sugirió a Tommy Lee Wallace, director de arte de Halloween, aceptar el cargo. Carpenter dijo en una entrevista: «Hice la película una vez, no quise hacerla de nuevo». Luego que Wallace rechazara la oferta, Carpenter eligió a Rick Rosenthal, un director que había trabajado en la serie de televisión Secrets of Midland Heights (1980–1981). En una entrevista con Twilight Zone Magazine, Carpenter explicó que Rosenthal fue elegido debido a que «hizo un increíble cortometraje titulado Toyer. Estaba lleno de suspenso, tensión y buenas actuaciones».
Bajo la dirección de Rosenthal, Myers es el elemento central de la película. En una entrevista con Luke Ford, el director explica: 

Mi primera película [Halloween II] fue una secuela, pero se suponía era una continuación directa. Comienza inmediatamente tras el final de la anterior. Tuve que  esforzarme bastante para mantener el mismo estilo de la primera. Quise que pareciera una película de dos partes. Tenía la responsabilidad, así como  las limitaciones de un estilo ya impuesto de antemano. Tenía a los mismos personajes. Mi idea era realizar más un thriller que un slasher.

Según el sitio oficial de la película, «Carpenter dirigió algunas escenas por su cuenta, con el objetivo de mejorar las realizadas por Rosenthal». Cuando se le preguntó acerca de su rol en el proceso de filmación, Carpenter respondió: 

Esa es una larga, larga historia. Me vi envuelto en el proyecto debido a la presión existente. No influí en la filmación de la película. Tuve influencia en la postproducción. Vi la primera versión de Halloween II y no asustaba. Asustaba tanto como Quincy. Así que nos vimos en la obligación de realizar un trabajo de postproducción para al menos competir con las demás películas.

Rosenthal no quedó contento con los cambios realizados. Culpó a Carpenter de arruinar su película. A pesar de eso, muchas de las escenas de violencia gráfica contenían elementos nuevos. Según el crítico de cine Roger Ebert, «fue la primera vez que vi en el cine una aguja hipodérmica siendo insertada en un ojo». La película ha sido considerada como splatter en vez de slasher, debido principalmente a la cantidad de gore presente en ella. El crítico de cine John McCarty considera que este tipo de películas «no tratan de asustar a la audiencia, necesariamente, no la lleva al borde del suspenso, solo la sorprende con un gore explícito. En las películas splatter, el mensaje es, sin duda alguna, la mutilación...» En 2002, Rosenthal dirigió la octava película de la serie Halloween, Halloween: Resurrection.

### Música
La música de la película es una variación de la utilizada por John Carpenter en Halloween, particularmente la melodía en piano del tema principal tocada a una compás de 5/4. La música fue realizada en un sintetizador en vez de un piano. Carpenter realizó la música junto a Alan Howarth, quien había trabajado antes en Star Trek: La película (1979); posteriormente volverían a trabajar juntos en Escape from New York (1981), La cosa (El enigma de otro mundo) (1982) y Christine (1983).

## Respuesta
Halloween II fue estrenada el 30 de octubre de 1981 en 1.211 cines de Estados Unidos. A modo de publicidad, la distribuidora realizó un afiche que mostraba a una calabaza con una calavera dentro. La película recaudó $7.446.508 en su primer fin de semana, obteniendo posteriormente un total de $25.533.818. Los derechos fueron vendidos al productor italiano Dino De Laurentiis y la película fue distribuida por Universal. Aunque no pudo igualar los $47 millones de la cinta original, superó a otras películas del mismo género estrenadas en 1981: Friday the 13th Part 2 ($21.722.776), Omen III: The Final Conflict ($20.471.382) y The Howling ($17.985.893).
La película se estrenó en Europa, pero fue prohibida en Islandia y Alemania Occidental debido a la violencia gráfica y los desnudos; la versión en video de 1986 fue prohibida en Noruega. La película fue mostrada en Canadá, Australia, Filipinas y Japón.
En 1982, la Academia de Cine de Ciencia Ficción, Fantasía y Terror de Estados Unidos, nominó a la película a dos premios Saturn: Mejor película de terror y mejor actor por Donald Pleasence. Sin embargo, los premios lo obtuvieron An American Werewolf in London (1981) y Harrison Ford por su trabajo en Raiders of the Lost Ark (1981).
El resultado en la taquilla se vio reflejado en la venta casera de la película. En 1982 salieron las versiones para VHS y laserdisc por MCA/Universal Home Video y posteriormente por Goodtimes Home Video. Desde 1988, las versiones en DVD han sido lanzadas por estas dos compañías. Fue además creada una adaptación del guion por el escritor Dennis Etchison bajo el seudónimo Jack Martin. El trabajo fue distribuido por Kensington Books y estuvo en la lista de superventas.

### Crítica
La respuesta de la crítica con respecto a la película estuvo dividida. Aunque algunos la encontraron positiva, muchos la compararon con su predecesora, favoreciendo a la original. Roger Ebert del Chicago Sun-Times escribió que Halloween II «ni siquiera intentó hacer justicia a la original. En lugar de eso, trata de superar en términos de violencia a las demás películas de la serie Halloween».
Por otra parte, Janet Maslin del New York Times comparó la película con otras secuelas de terror estrenadas durante esos años. «Siguiendo el estándar de las películas de terror recientes, esta -al igual que su predecesora- es de gran calidad». Agrega además que «hay una variedad en los crímenes, así como en los personajes; la audiencia gritó más en los momentos de suspenso que en los de terror». Maslin también elogió el trabajo de los actores y de Rosenthal, concluyendo «que no se puede pedir mucho de este tipo de películas, pero fue más de lo que normalmente ofrecen». David Pirie de la revista Time Out opinó positivamente de la película, diciendo, «Rosenthal no es Carpenter, pero realizó un gran trabajo emulando el estilo visual logrado anteriormente». Escribió que el personaje de Myers había evolucionado desde la última vez, convirtiéndose en «un ser de maldad pura». El historiador Jim Harper cree que «el tiempo ha sido un poco más justo con la película» que las críticas originales. Según él «muchos críticos han reconocido que la película es mejor que las imitaciones del género slasher estrenadas durante los años 80».
Al igual que Halloween, esta y otras películas slasher han sido criticadas por diversos sectores feministas. Según el historiador Nicholas Rogers, los críticos académicos «han visto en las películas slasher desde Halloween, cómo las mujeres son degradadas al nivel de la pornografía». Algunos críticos como John Kenneth Muir piensan que los personajes femeninos como Laurie Strode no sobreviven debido a «un plan elaborado» o sus propios recursos, sino que a mera suerte. A pesar de que la protagonista logra eludir varias veces al asesino, en las películas Halloween y Halloween II es rescatada sólo cuando el doctor Loomis aparece y dispara a Myers. Esto fue parodiado en la película Scary Movie, especialmente en la escena donde el personaje de Carmen Electra escoge un plátano para defenderse del asesino, en vez de una daga, granada o pistola.

## Controversias
Los detractores de las películas de terror culpan al género por el aumento de los crímenes en la juventud estadounidense. Según el crítico Peter Peeters, las mentes frágiles son pervertidas por la «ilimitada lujuria y sexo, terror, el espantoso mundo de los cadáveres y fantasmas, tortura, matanza y canibalismo, violencia y destrucción, los detalles desagradables acompañados de gritos y efectos sonoros». Este tipo de pensamiento se intensificó tras un incidente asociado con la película Halloween II.
El 7 de diciembre de 1982, Richard Delmer Boyer de El Monte (California), asesinó a Francis y Eileen Harbitz, una pareja de ancianos de Fullerton (California), lo cual generó un juicio en 1989. Las víctimas fueron apuñaladas 43 veces por Boyer. Según la transcripción del juicio, la defensa de Boyer consistió en que él habría sufrido una alucinación de la película Halloween II, que fue vista por el defendido bajo los efectos de varias drogas y alcohol. Como resultado, no pudo distinguir entre la realidad y la película slasher. La película fue mostrada en el juicio, donde un experto en psicofarmacología argumentó varias similitudes entre las escenas y las visiones que el defendido había descrito.
Boyer fue encontrado culpable y sentenciado a pena de muerte. El incidente fue conocido posteriormente como «los asesinatos de Halloween II», llegando a ser incluido en el programa de TNT Monstervision, conducido por el crítico de cine Joe Bob Briggs.